# Ian McEwan
Ian Russell McEwan, CBE, FRSA, FRSL, född 21 juni 1948 i Aldershot, Hampshire, är en brittisk författare och manusförfattare, och en av Storbritanniens högst ansedda författare. År 2008 placerade The Times honom på sin lista över "De 50 största brittiska författarna sedan 1945".
McEwan har uppmärksammats för romaner som Kärlekens raseri, Försoning och På Chesil Beach, som alla filmatiserats. Han tilldelades Bookerpriset 1998 för romanen Amsterdam.

## Biografi
Ian McEwan föddes i Aldershot som son till en skotsk militär. Sina första år tillbringade han i Tyskland och Libyen, innan han vid elva års ålder flyttade till Suffolk i England. Han studerade senare vid University of East Anglia och flyttade 1974 till London, där han blev en del av kretsen kring den litterära tidskriften New Review och vän med blivande författare som Martin Amis, Julian Barnes och Christopher Hitchens.
McEwan har varit gift två gånger. År 1999 tog hans första fru, Penny Allen, deras 13-årige son till Frankrike efter att en domstol i Bretagne beslutat att pojken skulle lämnas tillbaka till fadern, som tilldömts ensam vårdnad om honom och hans 15-årige bror.
År 2002 upptäckte McEwan att han hade en bror som adopterats bort under andra världskriget. Berättelsen blev känd 2007. Brodern, en murare vid namn David Sharp, föddes sex år före McEwan, när hans mor gifte sig med en annan man. Sharp har samma föräldrar som McEwan men föddes efter en kärleksaffär mellan föräldrarna före giftermålet. Efter att moderns första man dött i strid, gifte hon sig med sin älskare, och Ian föddes några år senare. Bröderna har kontakt och McEwan har skrivit ett förord till Sharps memoarer.

## Privatliv
Ian McEwan har två barn med sin första fru, Penny Allen, och har fyra barnbarn. Han är omgift med Annalena McAfee.

## Författarskap
McEwan inledde sin karriär med att skriva glesa skräcknoveller. McEwan gjorde sin litterära debut 1975 med novellsamlingen First Love, Last Rite, och hans första två romaner var Cementträdgården (1978) och Främlingars tröst (1981), för vilka han fick smeknamnet "Ian Macabre". Dessa följdes av tre romaner som fick någorlunda framgång under 1980- och 90-talet. 1997 publicerade han Kärlekens raseri, som även filmatiserades. Han tilldelades Bookerpriset 1998 för romanen Amsterdam. År 2001 publicerade han Försoning, som senare blev en Oscar-belönad film med samma namn. Boken följdes av Lördag (2005), På Chesil Beach (2007), Hetta (2010), Uppdrag Sweet Tooth (2012) och Domaren (2014). Hans senaste roman är Lektioner (2023).

## Priser och utmärkelser
McEwan har nominerats till Bookerpriset sex gånger, och vunnit pris för boken Amsterdam 1998. Hans andra nomineringar var för Främlingars tröst (1981), Svarta hundar (1992), Försoning (2001), Lördag (2005), och På Chesil Beach (2007). McEwan nominerades också för Man Booker International Prize 2005 och 2007.
McEwan är ledamot av Royal Society of Literature, Royal Society of Arts och American Academy of Ars and Sciences. Han fick Shakespeare Prize av Alfred Toepfer Foundation 1999. Han är även "Distinguished Supporter" i British Humanist Association, medlemsorganisation av IHEU. Han utsågs till CBE 2000. År 2005 var han den första mottagaren av Dickinson Colleges Harold and Ethel L. Stellfox Visiting Scholar and Writers Program Award, i Carlisle, Pennsylvania. År 2008 utsågs McEwan till hedersdoktor i litteratur vid  University College London, där han tidigare undervisat i engelsk litteratur. År 2008 placerade The Times McEwan i sin lista över de 50 största brittiska författarna sedan 1945.
Den 20 februari 2011 fick han Jerusalem Prize, men hans beslut att acceptera det var kontroversiellt. McEwan blev pressad att inte ta emot priset av många som ansåg att det skulle användas som PR av den israeliska regeringen, samt en grupp israeliska medborgare, som skrivit att de trodde att "om Ian McEwan accepterar Jerusalem Prize […] kommer det göra honom till kollaboratör med Israels värsta motståndare till mänskliga rättigheter. McEwan besvarade sina kritiker, och framförallt "British Writers in Support of Palestine (BWISP)", i ett brev till The Guardian, som delvis konstaterade att "Det finns vägar på vilka konsten kan nå längre än politiken, och för mig är symbolen i detta avseende Daniel Barenboims projekt West-Eastern Divan Orchestra förvisso en stråle av hopp i ett mörkt landskap, trots att det är svartmålat av den israeliska religiösa högern och Hamas. Om BWISP är mot det här specifika projektet, så har vi tydligen inte något mer att säga varandra." McEwans tacktal handlade delvis om klagomålen mot honom och han berättade om sina  anledningar till att acceptera priset. Han sa även att han kommer donera prissumman, "tiotusen dollar till 'Combatants for Peace', en organisation som sammanför före detta israeliska soldater med palestinska."

### Romaner
- 1978 – The Cement Garden (Cementträdgården; översättning: Annika Preis, Stockholm: Alba, 1979)
- 1981 – The Comfort of Strangers (Främlingars tröst; översättning: Maria Ekman, Stockholm: Alba, 1981)
- 1987 – The Child in Time (Tiden och barnet; översättning: Maria Ekman, Stockholm: Alba, 1988)
- 1990 – The Innocent (Oskulden; översättning: Frederik Sjögren, Stockholm: Alba, 1990)
- 1992 – Black Dogs (Svarta hundar; översättning: Maria Ekman, Stockholm: Bonnier Alba, 1993)
- 1997 – Enduring Love (Kärlekens raseri; översättning: Maria Ekman, Stockholm: Ordfront, 2000)
- 1998 – Amsterdam (Amsterdam; översättning: Maria Ekman, Stockholm: Ordfront, 2001)
- 2001 – Atonement (Försoning; översättning: Maria Ekman, Stockholm: Ordfront, 2003)
- 2005 – Saturday (Lördag; översättning: Maria Ekman, Stockholm: Ordfront, 2005)
- 2007 – On Chesil Beach (På Chesil Beach; översättning: Maria Ekman, Stockholm: Ordfront, 2007)
- 2010 – Solar (Hetta; översättning: Maria Ekman, Stockholm: Bromberg, 2010)
- 2012 – Sweet Tooth (Uppdrag Sweet Tooth; översättning: Maria Ekman, Stockholm, Bromberg, 2012)
- 2014 – The Children Act (Domaren i översättning av Niclas Hval, Bromberg, Stockholm 2015)
- 2016 – Nutshell (Nötskal i översättning av Meta Ottosson, Bromberg, Stockholm 2017)
- 2019 – Machines Like Me (Maskiner som jag i översättning av Meta Ottosson, Bromberg, Stockholm 2019)
- 2023 – Lessons (Lektioner i översättning av Meta Ottosson, Bromberg, Stockholm 2023)

### Novellsamlingar
- 1975 – First Love, Last Rites
- 1978 – In Between the Sheets
- 1995 – The Short Stories

### Barnböcker
- 1985 – Rose Blanche
- 1994 – The Daydreamer

### Pjäser
- 1981 – The Imitation Game

### Manus
- Jack Flea's Birthday Celebration, 1976
- The Ploughman's Lunch
- Sour Sweet
- The Good Son

### Filmatiseringar
- 1984– Last Day of Summer
- 1990– Främlingars tröst
- 1993 – Cementträdgården
- 1993 – Oskulden
- 2002– Solid Geometry
- 2004 – Kärlekens raseri
- 2007 – Försoning
- 2017 – På Chesil Beach
- 2017 – Domaren
- 2017 – The Child In Time

## Dramatik
- 1983 – The Ploughman's Lunch, regisserad av Richard Eyre
- 1990 – Främlingars tröst (The Comfort of Strangers), regisserad av Paul Schrader
- 1993 – The Cement Garden, regisserad av Andrew Birkin
- 1993 – Utan skuld (The Innocent), regisserad av John Schlesinger
- 1997 – First Love, Last Rites, regisserad av Jesse Peretz
- 2004 – Kärlekens raseri (Enduring love), regisserad av Roger Michell
- 2007 – Försoning, regisserad av Joe Wright

## Priser och utmärkelser
- 1998 – Bookerpriset för Amsterdam
- 2011 – Jerusalempriset